# لارس ایوارسون
لارس ایوارسون (انگلیسی: Lars Ivarsson؛ زادهٔ ۲۱ اکتبر ۱۹۶۳) بازیکن هاکی روی یخ اهل سوئد است.